# Nanclars
Nanclars település Franciaországban, Charente megyében. Lakosainak száma 210 fő (2022. január 1.). Nanclars Aussac-Vadalle, Maine-de-Boixe, Puyréaux, Saint-Ciers-sur-Bonnieure és Val-de-Bonnieure községekkel határos.

## Népesség
A település népessége az elmúlt években az alábbi módon változott:
| Lakosok száma | 204  | 194  | 201  | 205  | 194  | 196  | 204  | 207  | 207  | 210  |
|               | 1968 | 1982 | 1990 | 2006 | 2013 | 2015 | 2017 | 2019 | 2020 | 2022 |